# Frank Kreith
Frank Kreith (Viena, 15 de dezembro de 1922 – 8 de janeiro de 2018) foi um engenheiro mecânico estadunidense nascido na Áustria.
Filho de Fritz Kreith e Elsa (Klug) Kreith. Foi professor emérito da Universidade do Colorado em Boulder.
Autor de 15 livros sobre transmissão de calor e energia sustentável, traduzidos em diversas línguas. Vários de seus livros, incluindo "Principles of Sustainable Energy", são usados como livro-texto em universidades de diversos países.
Recebeu a Medalha John Fritz de 2017.